# Per Brahe-priset
Per Brahe-priset utdelas av Stiftelsen för Åbo Akademi sedan 1987 och ges åt en lovande forskare vid Åbo Akademi, vars fortsatta nära anknytning till akademin har ansetts särskilt värdefull. Prissumman är 12 000 euro (2021).

## Pristagare
- 1987 Professor Ralf-Johan Back, MNF
- 1988 Tekn. dr Rainer Ekman, KTF
- 1988 Ped. dr Sven-Erik Hansén, PF
- 1989 Docent Göran Djupsund, PF
- 1989 Professor Jarl Rosenholm, MNF
- 1990 Professor Allan Rosas, ESF
- 1990 Fil. lic. Ulrika Wolf-Knuts, HF
- 1991 Fil. dr Jan Näsman, KTF
- 1991 Docent Henrik Saxén, KTF
- 1992 Docent Erik Bonsdorff, MNF
- 1993 Fil. dr Åsa Ringbom, HF
- 1994 Professor Christer Carlsson, ESF
- 1995 Fil. dr Peter Slotte, MNF
- 1996 Teol. dr Antti Laato, TF
- 1997 Tekn. dr Kurt-Erik Häggblom, KTF
- 1998 PeD Michael Uljens, PF
- 1999 FD, docent Jouko Peltonen, MNF
- 2000 Docent, TkD Johan Bobacka, KTF
- 2001 PhD Anders W. Sandvik, MNF
- 2002 FD Ann-Catrin Östman, HF
- 2003 Professor Reko Leino, MNF
- 2004 FD Ruth Illman, HF
- 2004 Docent Päivi Mäki-Arvela, KTF
- 2005 Docent Mika Linden, MNF
- 2005 PD Åsa Bengtsson, ESF
- 2006 ED Nina Kivinen, ESF
- 2006 FD Carita Kvarnström, TkF
- 2007 FD Peter Mattjus, MNF –
- 2008 FD Jukka Corander, MNF
- 2009 ej utdelat
- 2010 PD Peter Söderlund, Statsvetenskapliga inst.
- 2011 TD Patrik Hagman, Teologiska fakulteten
- 2012 PhD Parvez Alam, Inst. för kemiteknik
- 2013 TkD Tiina Saloranta, Inst. för kemiteknik
- 2014 PhD Niklas Sandler, Inst. för biovetenskaper
- 2015 FD Fredrik Petersson, Fakulteten för humaniora, psykologi och teologi
- 2016 ED Shahrokh Nikou, Fakulteten för samhällsvetenskaper och ekonomi
- 2017 TkD Jessica Rosenholm, Fakulteten för naturvetenskaper och teknik
- 2018 Docent, DrPh Anna K. Forsman, Fakulteten för pedagogik och välfärdsstudier
- 2019 Doktor i biokemi, docent Annika Meinander, Fakulteten för naturvetenskaper och teknik
- 2020 FD Kasper Braskén, Fakulteten för humaniora, psykologi och teologi
- 2021 Biträdande Professor Hongbo Zhang, Fakulteten för naturvetenskaper och teknik